# Paweł Czekała
Paweł Czekała, ps. Piguła (ur. 16 listopada 1970 w Szczecinie) – polski muzyk, założyciel zespołu street punkowego The Analogs.
Piguła założył The Analogs w 1995 i, z wyjątkiem lat spędzonych w więzieniu, jest związany z zespołem nieprzerwanie od tamtego czasu jako główny autor tekstów. Początkowo grał na gitarze basowej i zapewniał wokal wspierający, a od 2008 gra na gitarze prowadzącej. W 2020 rozpoczął własny wielogatunkowy projekt wokalny o nazwie Piguła Original.

## Biografia

### Wczesne lata
Paweł Czekała urodził się w 1970 i dorastał w mniej uprzywilejowanych dzielnicach mieszkaniowych Szczecina. Zainteresował się muzyką punk rockową. Uczęszczał do Liceum Plastycznego im. Constantina Brâncușiego w Szczecinie.

### Początki muzyczne
Od 1988 występował jako wokalista w zespole grindcore'owym Strawberry, z którym w 1989 wydał album własnym sumptem. Później śpiewał w zespole crossover thrashowym D.E.I.M.O.S., który wydał album w 1992, a następnie demo w 1993, po czym grupa się rozpadła. W późnych latach 90., tym razem z gitarą basową w ręku, założył krótkotrwały zespół Dr. Cycos z Markiem “Orel” Adamowiczem na gitarze i Ziemowitem Pawlukiem na perkusji. Ich kaseta z 1996 była jednym z pierwszych wydawnictw ska w Polsce.

### The Analogs i problemy z prawem

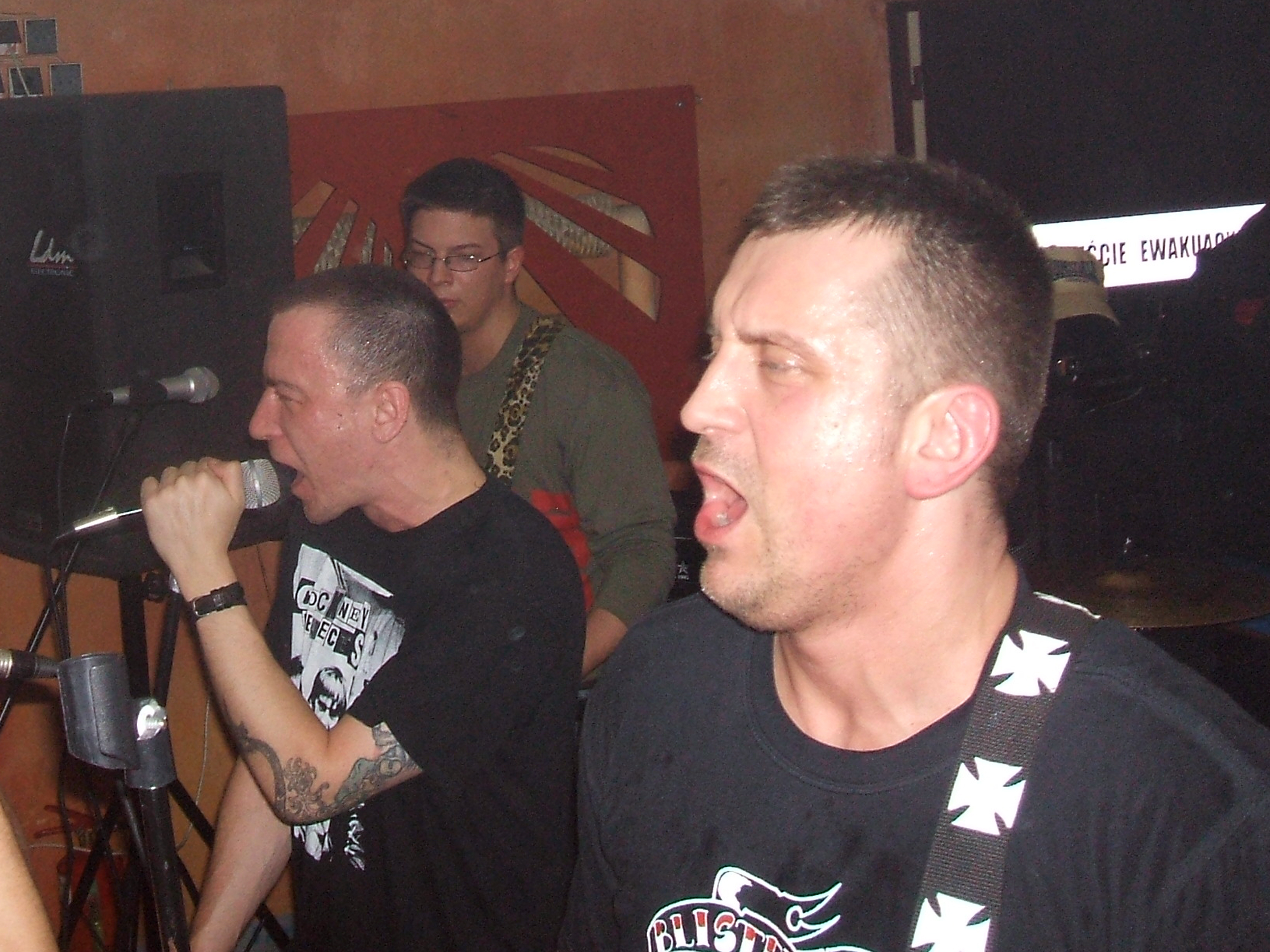
Harcerz (po lewej) i Piguła (po prawej) podczas koncertu The Analogs w Tczewie, marzec 2007

W 1995, w pubie Bronx w Szczecinie, Piguła wraz z Orełem i Pawlukiem założył zespół The Analogs – grupę grającą street punk i Oi! Wokalistą został Dominik Pyrzyna. Grupa zdobyła popularność na polskiej scenie punkowej i wydała trzy albumy w ciągu pierwszych trzech lat działalności, kontynuując z dziewięcioma kolejnymi w następnym dziesięcioleciu.
Jednak zanim pierwszy album The Analogs został wydany, Piguła odsiadywał dwa wyroki trwające łącznie blisko pięć lat więzienia za udział w zorganizowanej grupie przestępczej. Po wyjściu na wolność zdecydował się zmienić swoje życie. Później odzwierciedlał swoje doświadczenia w tekstach piosenek zespołu, których był głównym autorem. Po opuszczeniu więzienia po raz drugi, Czekała stał się straight edge, poświęcając swoje życie muzyce i sportowi. W latach 2000. Paweł Czekała grał także w zespołach hardcore'owych The Hunkies i Street Chaos oraz w punkowym zespole w stylu z 1977 Anti Dread, ale The Analogs pozostał jego głównym celem.

### Projekt Pudło
The Analogs kontynuował działalność z kilkoma zmianami w składzie, ale Piguła pozostał centralną postacią w zespole jako basista, autor tekstów oraz wokalista wspierający. W 2008 przeszedł na gitarę prowadzącą. W 2011 Czekała zdobył dwa medale na Mistrzostwach Europy w Brazylijskim Jiu-Jitsu w Lizbonie. The Analogs wydali dziesięć kolejnych albumów w latach 2010., kontynuując występy na żywo. Do 2018 Czekała, wraz z gitarzystą i głównym wokalistą The Analogs Kamilem Rosiakiem, rozpoczął trasę po zakładach karnych, poprawczakach i ośrodkach leczenia uzależnień jako duet o nazwie Projekt Pudło. Duet grał akustyczne wersje znanych utworów, nie tylko jako rozrywkę, ale także jako część procesu resocjalizacji. Kampania ta została uznana za duży sukces i zyskała pewne zainteresowanie w polskich mediach. Zbiórki funduszy, wydarzenia charytatywne i trasy koncertowe po polskich więzieniach zaowocowały wydaniem akustycznego albumu The Analogs.

### Hot16 i Disso Polo
W 2020 Piguła w odpowiedzi na występ Hot16Challenge polskiego polityka Janusza Korwin-Mikkego napisał utwór przeciwko skrajnej prawicy w Polsce. Występ Piguły spotykał się z negatywną reakcją ze strony kręgów faszystowskich i prawicowych, ale zyskał pozytywne przyjęcie ze strony skrajnej lewicy, widząc go jako autentyczny, pochodzący z robotniczego środowiska bez akademickiego czy elitarnego charakteru. Występ Piguły sprawił, że inni artyści (głównie z Polski, ale także z Białorusi i Włoch) również postanowili się zaangażować, co zaowocowało wydaniem albumu zatytułowanego Disso Polo w ramach projektu Piguła Original pod koniec lipca 2020. Płyta została opisana jako „muzyczne rodeo”, łączące elementy hardcore punku, rapowania, reggae i innych gatunków w jeden album, który niesie przesłanie antykapitalistyczne, antyfaszystowskie, antyhomofobiczne i proekologiczne. Piguła napisał wiele tekstów, a także wykonał wokale i zagrał na basie/gitarze. Wśród uczestników Disso Polo znaleźli się m.in. Igor Bancer z Mister X i Mark Marlowski z Booze & Glory.

## Życie prywatne
Piguła mieszka ze swoją partnerką Weroniką Korbal, której pomaga w grupie zajmującej się dobrostanem kotów Kocie Nowe Warpno i w prowadzeniu wytwórni Oldschool Records. W 2019 Czekała wraz ze swoją partnerką oraz sąsiadką panią Kazią pomogli około 80 kotom w okolicy poprzez swoją inicjatywę wolontaryjną Kocie Warpno. Deklaruje lewicowe poglądy i jest zdecydowanym przeciwnikiem Kościoła katolickiego w Polsce. Sport i muzyka odgrywały ważną rolę w jego życiu, zwłaszcza po opuszczeniu więzienia. Od początku swojej kariery muzycznej Czekała stanowczo sprzeciwiał się rasizmowi w scenie skinheadów i Oi!, uznając jej jamajskie i wielokulturowe korzenie.